# 南茅部町
南茅部町（みなみかやべちょう）は、北海道渡島支庁中部にあった町。
町名の由来はアイヌ語の「カヤウンベシュ」（帆のがけの意）から。
2004年（平成16年）12月1日に函館市に編入された。
北海道唯一の国宝である中空土偶が出土され、数多くの遺跡があり、現在も発掘調査が行われている。

## 地理
渡島管内中部、亀田半島北東部に位置する。北部は噴火湾に面し、南部は山岳。
平地の少ない険しい地形。
- 山: 台場山 (528)、泣面山 (835)
- 河川:川汲川、大船川、八木川
- 湖沼:
- 岬: 黒羽尻岬・黒鷲岬・獅子鼻岬・弁天岬

### 隣接していた自治体
- 渡島支庁: 函館市、茅部郡鹿部町、亀田郡恵山町、椴法華村

## 沿革
- 1919年 椴法華村が尾札部村より分村。
- 1959年
  - 5月1日 茅部郡尾札部村（おさつべ）、臼尻村（うすじり）が合併、南茅部村が発足。
  - 9月1日 町制施行、南茅部町となる。
- 2004年12月1日 函館市に編入。

## 姉妹都市・提携都市
- 青森県佐井村

## 行政

### 歴代町長
| 代 | 町長名   | 任期                                           | 任期数 | 備考                                                        |
| -- | -------- | ---------------------------------------------- | ------ | ----------------------------------------------------------- |
| 初 | 鈴木慶一 | 1959年（昭和34年）5月 - 1963年（昭和38年）5月  | 1      | 旧臼尻村長（昭和24年12月〜昭和34年4月）                     |
| 2  | 米田陽   | 1963年（昭和38年）5月 - 1971年（昭和46年）7月  | 3      | 昭和46年7月3日に発生したばんだい号墜落事故に巻き込まれ殉職  |
| 3  | 佐藤貞勝 | 1971年（昭和46年）8月 - 1983年（昭和58年）8月  | 3      | 昭和46年7月から同年8月まで町長職務代行者                    |
| 4  | 飯田満   | 1983年（昭和58年）8月 - 2004年（平成16年）7月  | 6      | 平成16年7月に公職選挙法違反の容疑で逮捕されたことを受け辞任 |
| 5  | 細井徹   | 2004年（平成16年）9月 - 2004年（平成16年）12月 | 1      | 平成16年12月に町の函館市への編入合併に伴い退任              |

## 経済
漁業が盛ん。特産品はマコンブ（真昆布）。
この地域で生産される昆布は「白口浜真昆布」と言われ、日本一の最高級昆布として天皇家に献上されている。
現在はスーパーや土産店でも販売されているが、価格が日高昆布や利尻昆布とは格段の違いがある。
また、以前は真昆布漁の邪魔者とされていたガゴメコンブ（がごめ昆布）が、これから抽出されるフコイダンをはじめとする豊富な栄養成分が商品化されるようになり、健康ブームも相まってがごめ昆布の養殖も近年行われている。
なお、がごめ昆布はこの水域からしか取れないと言われている。
また、近年はダルスを特産品として売り出している。

### 漁業
- 大船漁港
- 臼尻漁港
- 安浦漁港
- 川汲漁港
- 尾札部漁港
- 木直漁港
- 古部漁港

## 教育
- 道立高等学校
  - 北海道南茅部高等学校
- 中学校
  - 南茅部(2022年臼尻、尾札部が合併)[1]
- 小学校
  - 南茅部(2022年臼尻、大船、磨光が合併)[2]

## 交通

### 鉄道
町内を鉄道路線は通っていない。鉄道を利用する場合の最寄り駅は、JR北海道函館本線函館駅。

### バス
- 函館バス

### 道路
- 一般国道
  - 国道278号
- 都道府県道
  - 北海道道83号函館南茅部線

## 名所・旧跡・観光スポット・祭事・催事
- 川汲公園（かっくみこうえん）
- 川汲温泉（かっくみおんせん）
- 大船温泉（上の湯、下の湯）
- 大船遺跡
- 函館市縄文文化交流センター
- 臼尻劇場 - 閉鎖された映画館
- 著保内野遺跡
- 垣ノ島遺跡
- 万畳敷高原

## 出身の有名人
- のむらしんぼ - 漫画家
- 杉谷満 - 元プロボクサー

## 関連文献
- 南茅部町史編集室 編『南茅部町史　上巻』南茅部町、1987年。全国書誌番号:88025367。
- 南茅部町史編集室 編『南茅部町史　下巻』南茅部町、1987年。全国書誌番号:88025367。